# Microserica gandakiensis
Microserica gandakiensis är en skalbaggsart som beskrevs av Ahrens 1998. Microserica gandakiensis ingår i släktet Microserica och familjen Melolonthidae. Inga underarter finns listade i Catalogue of Life.